# Хеерман, Гуго
Гуго Хеерман (нем. Hugo Heermann; 3 марта 1844, Хайльбронн — 6 ноября 1935, Мерано) — немецкий скрипач и музыкальный педагог.

## Биография
Учился в Брюссельской консерватории у Ламбера Жозефа Меертса, затем совершенствовал своё мастерство под руководством Йозефа Иоахима.
Был особенно известен как исполнитель скрипичного концерта Иоганнеса Брамса, впервые исполнил его в Париже, Нью-Йорке и Австралии. Играл также первую скрипку в квартете с участием Хуго Беккера, Фрица Бассермана и Адольфа Ребнера, выступал вместе с Кларой Шуман.
Преподавал во франкфуртской Консерватории Хоха с её основания в 1878 году и до 1904 года. В 1906—1909 годах преподавал в Чикагском музыкальном колледже, в 1911 году — в Консерватории Штерна в Берлине, в 1912 году — в Женевской консерватории.
Среди посвящённых Хеерману сочинений — третья тетрадь «Испанских танцев» Пабло де Сарасате.
Под редакцией Хеермана вышла «Трансцендентальная школа скрипки» Шарля Огюста де Берио (1896). В год смерти Хеермана была издана его книга «Воспоминания моей жизни» (нем. Meine Lebenserinnerungen).